# Квинкверема
Квинкверема (лат. quinquerēmis) или пентера (грч. pentērēs), назив је за древну античку галију која се развила од триреме, те користила у поморским сукобима на Медитерану од 4. века п. н. е. до 1. века н. е.. Брод је под палубом имао пет редова весала, одакле му и име (лат. quinque »пет«). Као и код осталих античких ратних бродова, веслачи су седели један изнад другога у косом реду, при чему су весла (лат. remi) у вишим редовима била дужа но она у нижим редовима. Временом су се развиле и различите варијације овога типа брода. Не зна се када је квинкверема постала, али се први пут спомиње у атинским државним списима из 325. п. н. е., а до краја 4. века п. н. е. налазимо је морнарицама готово свих хеленских држава. Како је овај тип брода био већи и тежи од уобичајених трирема, у њему је било више простора за смештај морнара, оружја и римских »мостова за укрцавање«, помоћу којих су римски војници прелазили са свога брода на непријатељски. Због тога се највећи део римске флоте током Пунских ратова састојао управо од квинкверема, које су Римљани градили по узору на заробљене картагинске лађе. Након битке код Акција 31. п. н. е. квинкверему постепено замеењују мањи и лакши бродови.